# Utawarerumono
Utawarerumono (jap. うたわれるもの) – japońska powieść wizualna dla dorosłych z elementami taktycznej gry fabularnej stworzona przez studio Leaf (Aquaplus) i wydana 26 kwietnia 2002 na platformę Microsoft Windows, a następnie na konsole PlayStation 2 i PlayStation Portable. W 2006 w Japonii emitowano jej adaptację w postaci telewizyjnego serialu anime. Stanowi pierwszą część trylogii, której kolejne części – Utawarerumono: Mask of Deception i Utawarerumono: Mask of Truth – ukazały się w 2015 i 2016 na platformy PlayStation 3, PlayStation 4 i PlayStation Vita, a w 2020 – na platformę Windows.
Remake produkcji zatytułowany Utawarerumono: Prelude to the Fallen (jap. うたわれるもの 散りゆく者への子守唄 Utawarerumono: Chiriyuku mono e no komoriuta) został wydany w 2018 na konsole PlayStation 4 i PlayStation Vita, a w 2021 przeportowany na platformę Windows. 
Akcja trylogii rozgrywa się w fantastycznym świecie nawiązującym do Japonii, w którym różne królestwa toczą ze sobą polityczną i militarną walkę o władzę. Gry koncentrują się na losach protagonistów powiązanych z tajemną przeszłością owego świata, którzy pragną odnaleźć w nim miejsce dla siebie, a poprzez swoje czyny zyskują zaufanie i lojalność mieszkańców.

## Fabuła
Utawarerumono opowiada historię zamaskowanego bohatera, który będąc ciężko rannym zostaje znaleziony w lesie i przeniesiony do domu wiejskiej uzdrowicielki Tuskur (jap. トゥスクル Tusukuru) i jej dwóch wnuczek. Bohater ma amnezję, dlatego zostaje mu nadane imię Hakuowlo (jap. ハクオロ Hakuoro). Mieszkańcy wioski, w której się znalazł, są uciskani przez chciwego cesarza. Hakuowlo staje wkrótce na czele powstania mającego na celu obalenie władcy i udaje mu się przejąć władzę na krajem, który nazywa imieniem Tuskur. Chcąc chronić swoich poddanych, bohater musi uczestniczyć w nieustannych walkach z wrogimi królestwami.

## Rozgrywka
Utawarerumono charakteryzuje się liniową fabułą, dlatego podejmowane decyzje nie mają wpływu na zakończenie gry. Jednym z elementów rozgrywki są bitwy w rzucie izometrycznym właściwe dla taktycznych gier fabularnych. Gracz ma w nich możliwość poruszania kontrolowanych postaci i atakowania przeciwników. W wersji gry na płycie DVD dodano możliwość zmiany stopni trudności bitew, a konwersje na konsole zostały wzbogacone m.in. o system przedmiotów. Po zakończeniu każdej walki gracz otrzymuje punkty doświadczenia, które pozwalają na zwiększenie poziomu postaci.

## Kontynuacje
W 2011 firma Aquaplus ogłosiła, że pracuje nad sequelem gry, a w 2015, że powstanie także trzecia część, która zamknie trylogię. Utawarerumono: Mask of Deception (jap. うたわれるもの 偽りの仮面 Utawarerumono: Itsuwari no Kamen) został wydany 24 września 2015 na platformy PlayStation 3, PlayStation 4 i PlayStation Vita. 21 września 2016 wydano ostatnią część, Utawarerumono: Mask of Truth (jap. うたわれるもの 二人の白皇 Utawarerumono: Futari no Hakuoro). 23 stycznia 2020 producent wydał porty obu gier na platformę Microsoft Windows.

## Odbiór
Gra Utawarerumono w wersji na komputery osobiste była najlepiej sprzedającą się w Japonii grą bishōjo w ostatnich dwóch tygodniach kwietnia 2002. Produkcja znalazła się na 2. miejscu w pierwszych dwóch tygodniach maja i na 27. w dwóch następnych. W ciągu czterech dni od premiery konwersji na konsolę PlayStation 2 sprzedano ponad 82 tys. jej egzemplarzy. Recenzenci magazynu „Famitsū” przyznali jej 7, 7, 7 i 8 punktów, co dało łączny wynik 29/40. Oceniający magazynu „Dengeki PlayStation” wystawili jej 80, 85, 70 i 75 punktów. Gra Utawarerumono zajęła 15. pozycję w ankiecie najlepszych gier bishōjo zorganizowanej w 2007 wśród czytelników czasopisma „Dengeki G’s Magazine”. Remake produkcji na konsole PlayStation 4 i PlayStation Vita zdobył w „Famitsū” oceny 9, 8, 8 i 7 (32/40).
Recenzenci pozytywnie przyjęli także kontynuacje trylogii. Utawarerumono: Mask of Deception uzyskało w „Famitsū” po 8 punktów od wszystkich recenzentów (32/40), a Utawarerumono: Mask of Truth – 10, 8, 8 i 8 punktów (34/40).
W 2019 łączna sprzedaż gier z serii Utawarerumono przekroczyła 800 tys. egzemplarzy.